# Love Is in the Air (film 2023)
Love Is in the Air è un film del 2023 diretto da Adrian Powers.
Commedia romantica australiana che ha come protagonista la pop-star Delta Goodrem, nei panni di una pilota di una piccola compagnia aerea del Queensland.

## Trama
In una cittadina sulla costa del nord-est dell'Australia opera una piccola compagnia aerea, la Fullerton Airways, che conta su un idrovolante, una pilota, Dana, suo padre Jeff e la meccanico tuttofare Nikki. La compagnia venne creata dalla defunta Clara, mamma di Dana, che ora si preoccupa di assolvere alla finalità principale che è quella di mantenere i collegamenti con le parti più remote della regione, dove altrimenti molte persone sarebbero isolate. Pur essendoci un sostegno governativo per questa attività, se non si darà più spazio al trasporto dei turisti, sarà sempre più difficile fare fronte alle spese.
Proprio a causa di questi problemi, infatti, la ITCM Financial di Londra ha ravvisato che non si possa più sostenere finanziariamente questa compagnia aerea e quindi William Mitchell, figlio del capo e prossimo a rivestire un importante incarico nell'azienda, viene incaricato di recarsi in Australia a chiudere la ditta, per poi tornare immediatamente in Inghilterra e prepararsi ad una promozione.
Giunto a Fullerton però, William, si trova di fronte ad un problema. Dana, totalmente votata al suo lavoro, è spinta da Nikki ad essere accomodante con il bell'inglese venuto ad indagare sui loro bilanci. La passione di Dana per il suo lavoro mette così in difficoltà William nel suo compito di liquidare la compagnia aerea che, come tocca con mano, ha un'importanza sociale rilevante. Dopo un inizio con un po' di incomprensioni, William e Dana scoprono di piacersi e di avere molte più cose in comune di quante non avrebbero mai sospettato.
L'arrivo di un ciclone ritarda ancora di più i doveri di William che però, poco prima di mettere in salvo Jeff, rimasto ferito nella bufera, viene scoperto da Nikki sul vero scopo della sua missione. Dana allora non gli perdona di aver taciuto questa cosa e men che meno accetta di chiudere la compagnia. Nell'emergenza Dana e William mettono da parte le incomprensioni e portano soccorso alla zona più colpita dalla calamità naturale, facendo un ottimo lavoro di squadra.
Poi però la ITCM comunica via mail che la Fullerton Airways deve essere chiusa comunque, e William è richiamato a Londra. Quando tutto sembra perso Dana, facendo suo un motto di sua madre, ha un'idea e vola in Inghilterra dove, irrompendo nel Consiglio della ITCM propone non solo di mantenere la Fullerton Airways ma di rilanciarla con un forte piano di finanziamento che ne ampli l'attività facendone una compagnia turistica leader della zona, in modo da aumentare i profitti, ripagando l'investimento e sostenendo così anche l'attività storica di collegamento della popolazione locale.
Papà Mitchell dapprima dice no, ma quando il figlio si dimette dal Consiglio per appoggiare la proposta di Dana, capisce di non aver mai compreso cosa volesse il figlio per sé e, constatato il legame creatosi tra lo stesso e questa ostinata ragazza australiana, decide di dare alla compagnia aerea una chance, lasciando William libero di fare la scelta di vita che ora pare decisissimo a compiere.

## Produzione
Le riprese sono state effettuate nella regione di Whitsunday, dove effettivamente la vicenda è ambientata. Il governo del Queensland tramite la Screen Queensland ha supportato la produzione della pellicola.

## Distribuzione
Il film è stato distribuito sulla piattaforma Netflix a partire dal 28 settembre 2023.